# Carolina Centeno Cerdas
Carolina Centeno Cerdas (Carmen, Cartago, 1 de febrero de 1982) es una científica investigadora costarricense, integrante del Tecnológico de Costa Rica en áreas de biotecnología y ciencias biomédicas, enfocada especialmente en fisiología celular.

## Reseña biográfica
Carolina Centeno Cerdas nació en el distrito del Carmen en el cantón central de Cartago, el 1 de febrero de 1982. Inició sus estudios en Ingeniería en Biotecnología en el Tecnológico de Costa Rica en 2003 y posteriormente inició una maestría en ciencias biomédicas con énfasis en Fisiología celular en la Universidad de Costa Rica en 2009. Contrajo matrimonio el 22 de abril del 2010 con Randal Brenes Calvo.
Realizó varias investigaciones en el ámbito de las ciencias exactas y de la salud en las escuelas de medicina y biología de la Universidad de Costa Rica. Carolina actualmente se desempeña como profesora de cursos de genética y bioquímica para la Escuela de Biología del Instituto Tecnológico de Costa Rica. Aparte del ámbito pedagógico cuenta con un puesto de investigación en el LAINTEC el cual es el Laboratorio de Ingeniería de Tejidos del Centro de Investigación en Biotecnología de la Escuela de Biología del Tecnológico, dicho laboratorio nació en el 2005 con el objetivo de desarrollar terapias celulares para aplicaciones en medicina regenerativa.

## Vida académica
Durante su trabajo como investigadora de la Universidad de Costa Rica fue reconocida por realizar múltiples estudios e investigaciones sobre la enfermedad de Wilson en la población de Costa Rica, Centeno realizó estudios para encontrar una prueba genética que facilita un diagnóstico de esta enfermedad. Uno de los objetivos de la investigación era realizar exámenes con el apoyo del Hospital Nacional de Niños a pacientes de alto riesgo como lo son los miembros de familias donde se han presentado casos de la enfermedad de Wilson o familias que pertenecen a zonas donde la mutación es más común.
En 2015, Carolina Centeno Cerdas, junto a Laura Calvo Castro, Maritza Guerrero Barrantes, María Chaves Rodríguez, Nefertiti Chaves Solano y Miguel Rojas Chávez, realizan la publicación del artículo “Cultivo in vitro de autoinjertos epiteliales para el tratamiento de lesiones en la piel”, en donde detallan el cultivo in vitro de células de la piel (fibroblastos y  queratinocitos) para elaborar equivalentes dermoepiteliales para autoinjertos; esta tecnología está disponible en el Laboratorio de Ingeniería de Tejidos (LAINTEC) del Centro de Investigación en Biotecnología (CIB) del Instituto Tecnológico de Costa Rica (ITCR). Sin embargo, para utilizar esta tecnología en el sector de salud en Costa Rica, primero es necesario familiarizar al personal médico acerca del tema, además de establecer una alianza entre este sector y las universidades para posibilitar el desarrollo clínico de este tipo de productos para su uso en la práctica médica.
Adicionalmente, ese mismo año, Carolina Centeno publica la guía “Evaluación de técnicas de procesamiento y almacenamiento de piel cadavérica para bancos de tejidos”, en el cual reproducen y analizan algunas de las técnicas más comunes a nivel internacional para el manejo de piel cadavérica para bancos de tejidos. Para ello, se llevó a cabo la ablación, el procesamiento, la desinfección y el almacenamiento de piel utilizando un modelo animal. La Editorial Tecnológica de Costa Rica publica dichos artículos en diversos directorios científicos, incluyendo SciELO y Dialnet.
Por otra parte, a finales del 2018 publica un artículo sobre el desarrollo de suturas fotosintéticas para el suministro local de oxígeno y factores de crecimiento recombinantes en heridas el cual se enfoca en las suturas quirúrgicas, las cuales, representan el estándar de oro para el cierre de heridas, sin embargo, su propósito principal aún se limita a una función mecánica en lugar de desempeñar un papel bioactivo. Dado que el oxígeno y los factores de crecimiento pro-regenerativos han sido ampliamente descritos como actores clave para el proceso de curación, en este estudio evaluamos la viabilidad de generar suturas fotosintéticas que, además de la fijación mecánica, pudieran liberar de manera local y estable oxígeno y factores de crecimiento humanos recombinantes en el sitio de la herida. Aquí, microalgas fotosintéticas modificadas genéticamentese sembraron en suturas disponibles comercialmente y se evaluó su capacidad de distribución y proliferación. Además, las propiedades mecánicas de las suturas sembradas se compararon con los controles no sembrados que no mostraron diferencias significativas. Finalmente, se probaron las suturas fotosintéticas para evaluar su resistencia al estrés mecánico y al congelamiento. Se observó una estabilidad significativa en ambas condiciones, por lo que se confirmó la viabilidad de su uso en la práctica clínica, por lo que, la terapia génica fotosintética podría usarse para producir una nueva generación de suturas bioactivas con capacidades de curación mejoradas.
Más reciente a finales del 2019, publica junto al National Center for Biotechnology Information de Estados Unidos el artículo científico titulado “Hilos de polidioxanona para el rejuvenecimiento facial: análisis de la variación de la calidad en el mercado” basado en el área de cirugía plástica y reconstructiva. En dicha área es común las inyecciones de toxina botulínica y los rellenos de ácido hialurónico, los estiradores de hilos se han establecido como la tercera columna del rejuvenecimiento facial mínimamente invasivo. Por lo general, los hilos de púas para este método están hechos de polidioxanona, un material conocido desde hace décadas por su aplicación en suturas reabsorbibles. La eficacia clínica y la supuesta seguridad material de la polidioxanona han impulsado la popularidad de los elevadores de hilo. Dicho artículo destaca una variación significativa entre seis hilos disponibles comercialmente en microestructura, resistencia a la tracción, elasticidad, capacidad de anclaje en tejido humano y biocompatibilidad. A pesar de su licencia para comercializarse y venderse en la Unión Europea, algunos productos se desempeñaron significativamente peor que otros en las pruebas de materiales e incluso mostraron características citotóxicas. Finalmente, los resultados de dicho artículo son muy relevantes para los médicos y pueden estar relacionados con varios efectos secundarios típicos de los hilos de polidioxanona para el rejuvenecimiento facial.

## Distinciones
En 2017 el Laboratorio de Ingeniería de Tejidos del Tecnológico de Costa Rica, con la propuesta "Establecimiento de protocolos para la evaluación a nivel celular y molecular de la inducción y quimioprevención del cáncer de piel utilizando un modelo de fotocarcinogénesis in vitro" liderada por Carolina Centeno junto con los científicos Laura Calvo y Miguel Rojas obtuvieron el reconocimiento del Programa Pfizer para el Desarrollo de la Investigación y Desarrollo.

## Publicaciones
- 2009: Frecuencia del alelo causante de la enfermedad de Charcot-Marie-Tooth (tipo axonal con herencia autosómica recesiva) en Palmares, Costa Rica.
- 2015: Sustitutos e injertos de piel desarrollados por ingeniería de tejidos.
- 2015: Membranas de colágeno y quitosano de fuentes alternativas: evaluación para su uso potencial en ingeniería de tejidos.
- 2015: Irradiación subletal de fibroblastos murinos 3T3 con rayos X para su utilización como capa celular alimentadora.
- 2015: Evaluación de técnicas de procesamiento y almacenamiento de piel cadavérica para bancos de tejidos.
- 2015: Cultivo in vitro de células de piel canina para su aplicación en tratamientos veterinarios.
- 2016: Towards autotrophic tissue engineering: photosynthetic gene therapy for regeneration.
- 2018: Development of photosynthetic sutures for the local delivery of oxygen and recombinant growth factors in wounds.
- 2019: Cultivo Celular e Ingeniería de Tejidos: Aplicaciones en Biomedicina.[10]